# Eric Dorsey
Eric Hall Dorsey (Washington, 5 agosto 1964) è un ex giocatore di football americano statunitense che ha militato nel ruolo di defensive end nella National Football League (NFL).

## Carriera
Al college Dorsey giocò a football a Notre Dame. Fu scelto dai New York Giants come diciannovesimo assoluto nel Draft NFL 1986. Vi giocò per tutta la carriera fino al 1992, con un massimo di 3,5 sack nel 1988, vincendo due Super Bowl, nel 1986 e nel 1990.

## Palmarès
- Super Bowl : 2

New York Giants: XXI, XXV
- National Football Conference Championship: 2

New York Giants: 1986, 1990